# Aviat Husky
Aviat Husky A-1 (Хаски А-1) — американский двухместный лёгкий самолёт. Выпускается компанией Aviat Aircraft с 1986 года. Производство самолетов Husky расположено в городе Афтон,  Вайоминг.
Всего более чем за 20 лет производства выпущено более 650 самолётов. В России в настоящее время (начало 2013 г.) эксплуатируется менее 10 самолётов Хаски.
Самолёт активно используется для различного рода наблюдений и буксировки планеров. Расположение непарного колеса в задней части фюзеляжа затрудняет взлёт и посадку, но делает самолёт более удобным для эксплуатации на ВПП плохого качества.

## Разработка
Проектные работы начаты в конце 1985 года компанией Christen Industries (сейчас принадлежит Aviat Aircraft). Первый прототип совершил полёт в 1986 году, в 1987 году самолёт сертифицирован Федеральным управлением гражданской авиации США.

## Конструкция
Husky имеет 2 сидения и дублированные элементы управления. Для повышения обзора из кабины крыло расположено над ней. Корпус сделан из стали и покрыт ПЭТ, кроме задней части фюзеляжа и передней части крыла. Увеличенный размер колёс шасси позволяет самолёту садиться на не оборудованные площадки, в т.ч. в условиях крайнего севера..
Также в комплект могут входить поплавки, лыжи и буксирный трос для транспарантов и планёров.

## Лётно-технические характеристики (для Husky A-1C)
Характеристики приводятся для модели Husky A-1C; для других моделей (например, A-1A) они могут отличаться.

### Технические характеристики
- Экипаж: 1 человек
- Пассажировместимость: 1 пассажир
- Длина: 6,88 м
- Размах крыла: 10,82 м
- Площадь крыла: 17,0 м²
- Масса пустого: 578 кг
- Максимальная взлётная масса: 998 кг
- Объём топливного бака: 190 л
- Двигатели: 1× Lycoming O-360-A1P
- Мощность: 1× 130 кВт

### Лётные характеристики
- Максимальная скорость: 223 км/ч (145 миль/ч, 126 узлов) на уровне моря
- Минимальная допустимая скорость: 85 км/ч (53 миль/ч, 46 узлов)
- Практическая дальность: 1287 км (800 бр. миль, 695 миль)
- Практический потолок: 6 096 м (20000 футов)
- Скороподъёмность: 7,6 м/с